# Scottsboro
 Scottsboro és una població dels Estats Units a l'estat d'Alabama. Segons el cens del 2000 tenia 14.762 habitants.

## Demografia
Segons el cens del 2000, Scottsboro tenia 14.762 habitants, 6.224 habitatges, i 4.201 famílies La densitat de població era de 120,4 habitants/km².
Dels 6.224 habitatges en un 28,7% hi vivien nens de menys de 18 anys, en un 52,5% hi vivien parelles casades, en un 12% dones solteres, i en un 32,5% no eren unitats familiars. En el 29,6% dels habitatges hi vivien persones soles el 13,1% de les quals corresponia a persones de 65 anys o més que vivien soles. El nombre mitjà de persones vivint en cada habitatge era de 2,32 i el nombre mitjà de persones que vivien en cada família era de 2,85.
Per edats la població es repartia de la següent manera: un 22,8% tenia menys de 18 anys, un 7,7% entre 18 i 24, un 27,8% entre 25 i 44, un 25,9% de 45 a 60 i un 15,7% 65 anys o més.
L'edat mediana era de 40 anys. Per cada 100 dones hi havia 88,6 homes. Per cada 100 dones de 18 o més anys hi havia 84,5 homes.
La renda mediana per habitatge era de 32.654 $ i la renda mediana per família de 42.509 $. Els homes tenien una renda mediana de 32.318 $ mentre que les dones 21.965 $. La renda per capita de la població era de 18.430 $. Aproximadament el 9,9% de les famílies i el 14,3% de la població estaven per davall del llindar de pobresa.

## Poblacions properes
El següent diagrama mostra les poblacions més properes.